# Atena Lucana
Atena Lucana (IPA: [ˈatena luˈkaːna], localmente solo Àtena) è un comune italiano di 2 373 abitanti della provincia di Salerno in Campania.

## Geografia fisica

### Territorio
Si trova nel Vallo di Diano, sul versante nord, al confine con la Basilicata. Sorge su un colle nella parte orientale della valle a un'altitudine di 625 metri sul livello del mare.

## Origini del nome
Il nome pare derivare da un pre-latino *ater-, nero, forse dal fiume che scorreva nella città, analogamente ad altri centri italici quali Aterno, Atri, Atessa, eccetera. La specifica Lucana fu aggiunta nell'Ottocento.

## Storia
La storia di Atena Lucana affonda in origini pelasgico-micenee come testimoniano i ruderi delle sue mura megalitiche o pelasgiche del IV secolo a.C. che circondavano la città e forse la famosa e non individuata Larissa dei Pelasgi.
Il ritrovamento di una grande necropoli del VII-VI secolo a.C. fa ritenere che Àtena ebbe una fitta relazione culturale e commerciale con altre città della Magna Grecia. Verso la fine del V secolo a.C. si registra ad Àtena l'arrivo di popolazioni lucane che, oltre a modificare l'assetto dell'insediamento, determinano cambiamenti di carattere culturale. Sotto la dominazione lucana fu una delle dodici città-stato della loro confederazione.
L'ingresso di Àtena, invece, nell'orbita romana, risale al tempo della guerra tra i romani e Pirro (280-275 a.C.). Con le riforme agrarie dei Gracchi (133 a.C.) anche il territorio di Àtena è interessato dalle assegnazioni di terre, come dimostrano i due cippi ritrovati che segnavano i confini territoriali. Dopo la guerra sociale (90-89 a.C.), la città di Àtina venne inserita nella tribù Pomptina, acquisendo la cittadinanza romana e divenendo un importante Municipium, governato da quattuorviri. Risulta pertanto preziosa un'iscrizione in lingua osca e caratteri greci del II secolo a.C. che ricorda l'edificazione di un edificio pubblico con il beneplacito del senato locale.
Inoltre la valle di Diano era nota in età romana come Campus Àtinas, data l'importanza prioritaria del municipium di Àtina sugli altri centri romanizzati della valle, Consilinum (Padula) e Tegianum (Teggiano). Il Campus Àtinas è menzionato da Plinio il Vecchio nella Naturalis Historia e da Marco Tullio Cicerone che scrive di avervi sostato nella villa degli Helvii, parenti della madre Helvia, in una notte di aprile del 58. a. C., durante la sua fuga verso Brundisium e che ebbe in tale villa un sogno premonitore sul suo ritorno in patria. Nel De Divinatione l'oratore scrive: ... cum in illa fuga in villa quadam Campi Atinatis maneres, magnamque partem noctis vigilasses... nihil atinati somnio fieri posse divinius (M.T. Cicerone, De Divinatione, lib. I 28,59).
La città romana disponeva di edifici pubblici di una certa rilevanza - come i templi dedicati a Giove, Cibele, Esculapio e al Genio del Municipium Atinate - come è dimostrato dal materiale epigrafico conservato nel Museo Civico Archeologico. Le presunte vestigia di un anfiteatro, ritrovate alla fine dell'Ottocento dall'avvocato Giovanbattista Curto nel borgo medievale fuori dalla cinta muraria medievale, incoraggiano a dedurre la grandezza della città. Un grande foro lastricato, unicum che si conosca da Pompei fino al sud Italia, accoglieva la basilica, dove successivamente fu costruita la chiesa di Santa Maria Maggiore.
Le dominazioni barbariche e le incursioni saracene del IX-X secolo d.C. distrussero la città, costringendo gli abitanti ad arroccarsi sul colle e fondare la civitas medievalis con mura e torri e porte d'accesso. Nell'Alto Medioevo dopo il susseguirsi delle dominazioni longobarde e normanne, troviamo infeudata in Atena nel 1282 la famiglia Sanseverino, con Tommaso I, conte di Marsico fino al 1306. Durante la dominazione dei Sanseverino fu potenziato il sistema difensivo della città: Roberto Sanseverino fece edificare sulla sommità del castello un'altissima torre cilindrica da cui era possibile, secondo la credenza, intravedere il mare. Inoltre Roberto, nominato da papa Innocenzo VIII capitano delle truppe pontificie, faceva girare una girandola infuocata sulla sommità della torre di Atena quando riportava delle vittorie sul nemico, ad imitazione della girandola di Castel Sant'Angelo in Roma. Atena restò sotto i Sanseverino fino al 1507, quando Ferrante Sanseverino fu privato dei suoi beni e possedimenti, che furono messi all'asta ed acquistati dal principe di Stigliano per 25.000 ducati. Il terremoto del Vallo di Diano del 1561 provocò danni cospicui e una trentina di morti in paese. Nel 1576 presero possesso della terra di Atena i Caracciolo, marchesi di Brienza, che ottennero nel 1639 il titolo di principe sobra la tierra de Atina. I Caracciolo restarono principi di Àtena fino all'abolizione della feudalità e l'ultima esponente, la principessa Giulia Caracciolo, donò al nipote Luigi Barraco il palazzo costruito dal suo avo Giambattista nel XVI secolo. La peste del 1656 decimò la popolazione e soltanto nella metà del XVIII secolo l'andamento demografico riprese livelli elevati. Nel 1799 anche Àtena partecipò alle rivolte giacobine e tra i personaggi più attivi si ricordano i fratelli Gerardo e Nicola Sabini del Sole. Nel Risorgimento uomini illustri furono il maggiore dei Mille Giuseppe Maria Pessolani, figlio di Saverioarcangelo Pessolani il Gran Luce della carboneria del Vallo di Diano.
Dal 1811 al 1860 ha fatto parte del circondario di Sala, appartenente al distretto di Sala del Regno delle Due Sicilie.
Dal 1860 al 1927, durante il Regno d'Italia, ha fatto parte del mandamento di Sala, appartenente al circondario di Sala Consilina.

## Monumenti e luoghi d'interesse

### Architetture religiose

#### Chiesa Madre di Santa Maria Maggiore
La chiesa madre di Santa Maria Maggiore sorge nell'area del forum del municipium romano di Atina, come è attestato da un ritrovamento avvenuto nel 1880, consistente in una porzione di pavimentazione lastricata con iscrizione, nella quale sono menzionati i nomi di due dei quattuorviri (i quattro magistrati cittadini in età romana), Logismus e Marcellus, che finanziarono con denaro pubblico la pavimentazione forense. La prima notizia documentata dell'edificio risale al 23 agosto del 967, quando la chiesa venne enumerata tra gli edifici facenti parte della diocesi di Capaccio. Nelle Rationes Decimarum (registro delle decime che venivano riscosse dagli enti ecclesiastici) del XII-XIII secolo, l'edificio è menzionato come Ecclesia Archipresbyteralis Sanctae Mariae Majoris. Allo stato attuale delle ricerche, conosciamo ancora poco della facies medievale dell'edificio, cancellata dai restauri settecenteschi. Dal 1741 fu intrapresa una campagna di restauri che portarono la struttura ad essere riedificata "a fundamentis". Nel 1753 fu stipulata una convenzione tra il pittore Nicola Peccheneda di Polla e il capitolo di Santa Maria Maggiore per i lavori di ricostruzione e decorazione della chiesa. A Carlo, padre del pittore, fu affidata la ricostruzione dell'edificio, mentre al figlio Nicola fu commissionata la decorazione dell'aula e dell'abside con delle tele. A sovvenzionare i lavori di restauro e abbellimento, probabilmente fatiscente e vetusto, furono la munificenza dell'arciprete-abate Nicola Sabini Del Sole e il contributo elargito dagli altri luoghi pii. Anche la torre campanaria, di impianto trecentesco, che si erge sulla sinistra dell'edificio, subì interventi di rifacimento come dimostra la data (1752) incisa sul portale di ingresso. La chiesa presenta un impianto ad aula unica, rettangolare, con abside semicircolare. Sulla navata si aprono cinque altari per lato (la cui proprietà, un tempo, era detenuta dalle famiglie nobiliari e borghesi che vi esercitavano lo jus patronatus), che conservano simulacri lignei. Si segnalano: l'elegante busto ligneo di San Biagio del XVIII secolo (di scuola napoletana), patrono della cittadina; l'Assunta, attribuita alla bottega di Giacomo Colombo; il simulacro ligneo della Vergine del Rosario del secolo XVIII; le statue dei santi Vincenzo e Antonio abate del XVII secolo e una scultura della prima metà del Settecento, di bottega lucana, raffigurante l'Immacolata Concezione. Sull'aula si imposta un soffitto a cassettoni interamente stuccato, che fu realizzato a seguito del terremoto del 1857. Nel secondo registro, al di sopra del cornicione aggettante, sono collocate le tele realizzate nel 1751 dal pittore pollese Nicola Peccheneda. Esse rappresentano i Santi Apostoli. Sempre della stessa campagna decorativa fanno parte i quattro ovali presenti nel catino absidale, che raffigurano l'Annunciazione, la nascita di Maria Santissima, la Presentazione di Maria al tempio e la Visitazione a S. Elisabetta. Al centro dell'abside è collocata una tela centinata, di ignoto autore, che rappresenta l'Assunzione di Maria Vergine al cielo. Lungo le pareti dell'abside è sistemato il coro ligneo realizzato nella seconda metà del Settecento, decorato da coppie di lesene con capitelli corinzi, alternate a specchiature rettangolari. Manufatto di notevole pregio è l'altare maggiore della seconda metà del XVIII secolo con balaustra in marmi policromi. Sulla controfacciata è presente una cantoria lignea riccamente decorata con decorazioni fitomorfe, sulla quale campeggia un dipinto dell'Immacolata. Al di sopra del cornicione della controfacciata, si possono ammirare due tele centinate realizzate per la Confraternita del S. Rosario che raffigurano la Vergine del Santo Rosario tra santi domenicani e una Sacra Famiglia con San Vincenzo Ferrer adorante. Sul pavimento, realizzato in cocciopesto e lastre lapidee, sono presenti tombe terragne e ossari a pozzo sia di famiglie gentilizie atinati, come gli Spagna, i Sabini del Sole, i Cicchetti, i principi Caracciolo di Napoli, che di ceti meno abbienti.

#### Santuario di San Ciro (già chiesa di San Michele Arcangelo)
L'edificio sorge sul sito di un tempio romano dedicato alla dea Cibele. Fino al 1965 questa chiesa era dedicata all'arcangelo Michele e le sue origini, considerate remote, sono ricordate nell'iscrizione lapidaria incisa sull'architrave del portale d'ingresso: TEMPLUM HOC AB IMMEMORABILI CONSECRATUM ET DIVO MICHAELI DICATUM DECENTIUS ET COMMODIUS REDACTUM REVERENDO DOMINO SILVERIO ABBATE BARRILE RECTORE ANNO DOMINI MDCCXXXIX. L'edificio, di impianto romanico, presenta un impianto a tre navate. Coevo è un prezioso affresco, conservato nella sagrestia, raffigurante il Christus patiens. L'altare maggiore fu realizzato nel 1861 dai marmorari Agnello e Fiorentino Conforti da Salerno che separa la navata centrale dal seicentesco coro ligneo, sovrastato da una cupola ornata da stucchi. Nella parte centrale della scarsella, sopra il coro ligneo, è collocata 
una tela del 1862 secolo rappresentante San Michele arcangelo. Tra le cappelle laterali si segnalano: la cappella marmorea di San Ciro (al termine della navata destra) con un altare in marmo policromo dove è conservata la statua del martire del 1863 di Michele Abruzzese da Salerno; la cappella della famiglia Pessolano che conserva una tela di Nicola Peccheneda riproducente la Vergine Immacolata tra i santi Stefano, Luigi e Pasquale; la cappella della Crocifissione con omonima tela del XVIII secolo; cappella Curto con tela del Seicento della Vergine delle Grazie ed infine la cappella dei Sabini del Sole con tela ad opera del pittore Feliciano Mangieri di Brienza raffigurante la Vergine del Carmine tra i santi Giovanni Battista ed Evangelista e Vito martire. Il 19 maggio 2013, in occasione del 150º anniversario del miracolo di San Ciro a Atena, la chiesa è stata elevata a Santuario diocesano.

#### Chiesa di San Nicola
L'edificio sorge intra moenia della città medievale e detenne il titolo parrocchiale fino alla prima metà del Seicento, quando venne incorporata alla parrocchia di Sant'Angelo cum juribus, honoribus et oneribus. La struttura a navata unica termina con un'abside a pianta quadrata, sormontata da una volta a crociera del XIV secolo. L'altare maggiore in pietra e marmi intarsiati è datato 1790 ed apparteneva all'antica parrocchia di San Michele come dimostra il bassorilievo sotto la mensa, raffigurante l'Arcangelo. Dietro l'altare maggiore vi è una tela del 1645 raffigurante il miracolo di S. Nicola di Bari. Ha subito nel corso dei secoli vari rimaneggiamenti, in particolar modo nel XIX secolo, quando l'interno fu completamente restaurato in stile neoclassico.
Il coro ligneo ai lati dell'aula fu realizzato nella seconda metà del XIX secolo per ospitare i confratelli della congrega di S. Maria della Colomba che qui aveva la propria sede.
È la chiesa dove, nel 1863, la giovane Marianna Pessolano "moribonda, andò a prostrarsi dinanzi alla statua di San Ciro e fu guarita", come ricorda la lapide posta in occasione del 150º anniversario del miracolo.

#### Cappella di San Giuseppe
È una cappella di origine medievale come dimostra l'affresco del XIV secolo sopra il portale d'ingresso. Agli inizi del XIX secolo, la cappella venne acquistata dalla famiglia Pessolano Filos. Al suo interno è conservato un altare in pietra di Padula recante sui pannelli litici laterali l'arma araldica della famiglia. Sopra l'altare, all'interno di una nicchia, è collocato un elegante busto ligneo rappresentante San Giuseppe.

#### Cappella delle Anime del Purgatorio o di Santa Sofia
La cappella fu eretta nei pressi dell'anfiteatro romano e intitolata inizialmente a S. Sofia. Nel XVIII secolo fu intitolata alle "Anime del Purgatorio'' e successivamente divenne proprietà della famiglia Mango.

#### Santuario di Maria Santissima della Colomba
Il santuario è posto fuori dal centro dell'abitato e si affaccia sopra l'omonima valle detta della Palomba. Il culto è legato alla miracolosa apparizione della Vergine SS. ad un pastore, che avendo smarrito un giovenco tra le forre e le pareti scoscese della roccia, lo ritrovò prostrato dinanzi ad una sacra immagine mariana posta in un incavo di un albero. La tradizione vuole, inoltre, che una prodigiosa nevicata abbia tracciato il perimetro della cappella, proprio sul luogo dell'avvenuta apparizione. L'entrata si apre con un portale in pietra del secolo XVIII, dove nella chiave di volta è scolpita una colomba; ai due lati sono collocate due sculture in pietra di Padula, opera di Andrea Carrara, che rappresentano due angeli che sorreggono una colomba. Accanto al complesso si innalza il campanile con tre campane che oltre a richiamare i fedeli per le funzioni liturgiche, venivano suonate per placare le tempeste. Prima di entrare nel sacello si attraversa il chiostro, ampliato nel 1840, quando fu necessario prolungare l'antica cappella e congiungerla con il nuovo corpo edificato a valle, per accogliere le salme dei defunti dopo la proibizione di seppellire i morti all'interno dell'abitato.
Sotto gli archi che delimitano su un lato il perimetro del chiostro, infatti, sono ben visibili alcune botole che chiudono camere sepolcrali.
La struttura originaria della cappella - prima dell'allungamento - terminava dove finisce il ciclo pittorico di Anselmo Palmieri di Polla, realizzato nel 1713. Il ciclo pittorico diviso in varie scene dentro riquadri pittorici rappresenta la Nascita di Maria, la presentazione di Maria al tempio, lo Sposalizio con San Giuseppe, la Visitazione, la Natività di Gesù e la Circoncisione. L'aula termina con un presbiterio rialzato e collegato da una imponente scalinata con balaustra in pietra di Padula. L'altare maggiore in commessi litici e marmorei conserva nell'edicola una pregevole scultura della Vergine in pietra e stucco del XIV secolo, legata all'iconografia bizantina.
- Cappella dei Santi Sebastiano e Leonardo o Santa Maria della Salute (XV secolo)
- Cappella della Vergine del Carmine (XVIII secolo)
- Cappella della Madonna di Costantinopoli (XIV secolo)
- Cappella di Sant'Antonio agli Arnici (XVI secolo)
- Cappella di San Giuseppe ad Atena Scalo (XVIII secolo)
- Cappella del Cuore di Gesù (XX secolo)
- Chiesa Parrocchiale di San Michele arcangelo (XX secolo)
- Ruderi Chiesa paleocristiana di San Pancrazio (VI-VI secolo)
- Ruderi monastero verginiano di Sant'Ippolito (IX-X secolo)

### Architetture civili
- Palazzo Caracciolo (XVI secolo)
- Palazzo Marino (1781)
- Palazzo Pessolano-Filos (1802) con annessa gentilizia cappella
- Palazzo D'Alto (XIX secolo)
- Palazzo Caporale (1866)
- Palazzo Spagna (1809) con cappella gentilizia
- Palazzo De Benedictis (XVII secolo)
- Palazzo Gargano (XVII secolo)
- Palazzo Pessolani (XVIII secolo)
- Palazzo Vincenzo Curto (1765)
- Palazzo Gaetano Maria Curto (1819)
- Orologio Civico (1899) soprastante la chiesa di San Nicola
- Monumento di Atteone (1739)

### Architetture militari
- Castello ruderi XI secolo
- Torri medievali del XIV secolo
- Porta d'Aquila (età romana, poi medievale)

### Siti archeologici
- Area archeologica in località Serrone
- Mura megalitiche (IV secolo a.C.)
- Percorso epigrafico all'interno del centro storico (epigrafi dell'antica città romana di Atina con didascalia)

### Aree naturali
- Riserva naturale Foce Sele - Tanagro, sito di Interesse Comunitario IT 8050010 comprendente le fasce litoranee a destra e sinistra del fiume Sele e parte del litorale tirrenico.

## Società

### Evoluzione demografica
Abitanti censiti

### Etnie e minoranze straniere
Al 31 dicembre 2017 ad Atena Lucana risultano residenti 217 cittadini stranieri. Le nazionalità principali sono:
- Romania: 59
- Ucraina: 29
- India: 24
- Nigeria: 24

### Religione
La maggioranza della popolazione è di religione cristiana appartenenti principalmente alla chiesa cattolica; il comune appartiene alla forania di Polla, della diocesi di Teggiano-Policastro, ed ha due parrocchie:
- S. Maria Maggiore a Atena Lucana.
- S. Michele Arcangelo a Atena Scalo.

L'altra confessione cristiana presente è quella evangelica con due comunità:
- Esercito della Salvezza, Centro Uliveto[11]
- Chiesa Evangelica Pentecostale ADI.

## Cultura

### Musei
- Museo archeologico comunale "Elena D'Alto"

## Geografia antropica

### Frazioni
In base allo statuto comunale le frazioni sono:
- Atena Lucana Scalo

## Infrastrutture e trasporti

### Strade
- Uscita autostradale di Atena Lucana sull'A2 Salerno-Reggio Calabria.
- Inizio della strada statale 598 di Fondovalle dell'Agri.
- Strada statale 19 delle Calabrie, che attraversa la frazione di Atena Scalo.
- Strada statale 166 degli Alburni, che attraversa la frazione di Atena Scalo.
- Strada statale 95 di Brienza, di competenza della Provincia di Salerno.
- Strada provinciale 99 Innesto SS 166-Stazione di Atena Lucana.
- Strada provinciale 217 Atena Lucana-Braidella.
- Strada provinciale 232 Circumvallazione di Atena Lucana.
- Strada provinciale 352 Malaspina-Piane-Cannavali (Sant'Arsenio).

### Ferrovie
- Stazione di Atena sulla Ferrovia Sicignano degli Alburni-Lagonegro (Servizio sostitutivo con bus).
- Stazione di Atena Lucana (FCL) sulla Ferrovia Atena Lucana-Marsico Nuovo (Tratta soppressa).

## Amministrazione

### Sindaci
| Periodo          | Periodo        | Primo cittadino    | Partito                           | Carica  | Note |
| ---------------- | -------------- | ------------------ | --------------------------------- | ------- | ---- |
| 20 novembre 1994 | 25 maggio 2003 | Enrico Cannatelli  | lista civica                      | Sindaco |      |
| 26 maggio 2003   | 26 maggio 2013 | Sergio Annunziata  | lista civica                      | Sindaco |      |
| 27 maggio 2013   | 10 giugno 2018 | Pasquale Iuzzolino | lista civica Nuovamente per Atena | Sindaco |      |
| 10 giugno 2018   | in carica      | Luigi Vertucci     | lista civica èLibera              | Sindaco |      |

### Altre informazioni amministrative
Il comune fa parte della Comunità montana Vallo di Diano.
Le competenze in materia di difesa del suolo sono delegate dalla Campania all'Autorità di bacino interregionale del fiume Sele.

### Gemellaggi
- Meliki
- Grottaglie, dall'11 maggio 2019

## Sport

### Impianti sportivi
- Campo Sportivo loc. Braida.

La squadra di calcio locale è la Società Calcistica Pro-Atena Calcio, militante in TERZA Categoria Campana girone C 2024/2025 .